# Jöns Nilsson (1869–1952)
Jöns Nilsson, född 28 december 1869 i Södra Åsums socken, Malmöhus län, död där 13 april 1952, var en svensk lantbrukare och politiker.
Nilsson var innehavare av lantbruk från 1892 och verkställande direktör i AB Sjöbo Valskvarn. Han var ledamot av Malmöhus läns landsting 1914–42, ledamot av dess förvaltningsutskott, ålderspresident i landstinget 1940–42, ordförande i Södra Åsums kommunalfullmäktige och kommunalnämnd under 20 år, överförmyndare, ordförande i fastighetsberedningsnämnden 1922–37, revisor i Färs och Frosta Brandförsäkringsförening från 1907, i Södra Åsums landskommun från 1939 och ledamot av taxeringsnämnden från 1916.